# Jochovec olšolistý

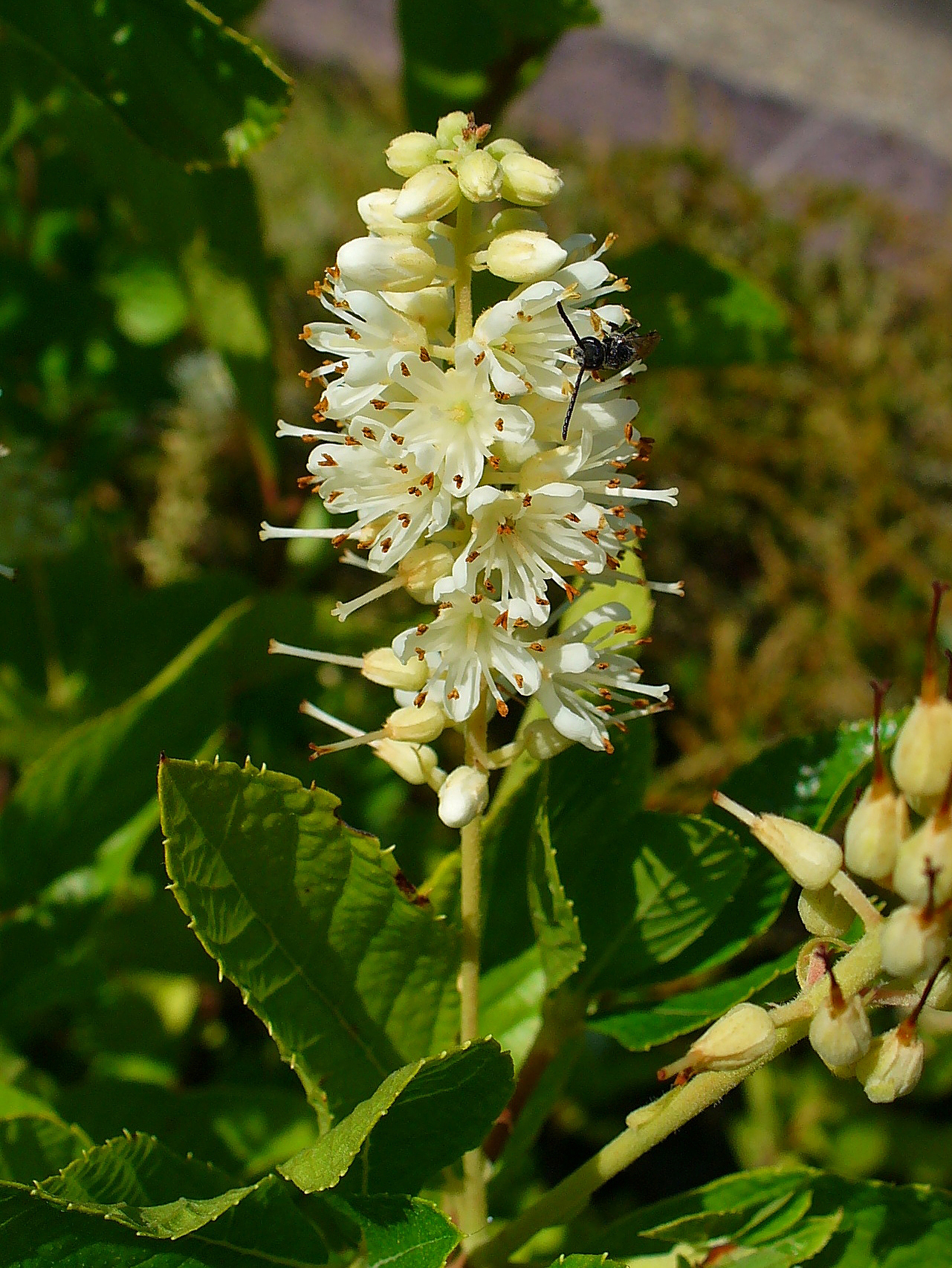
Hroznovité květenství

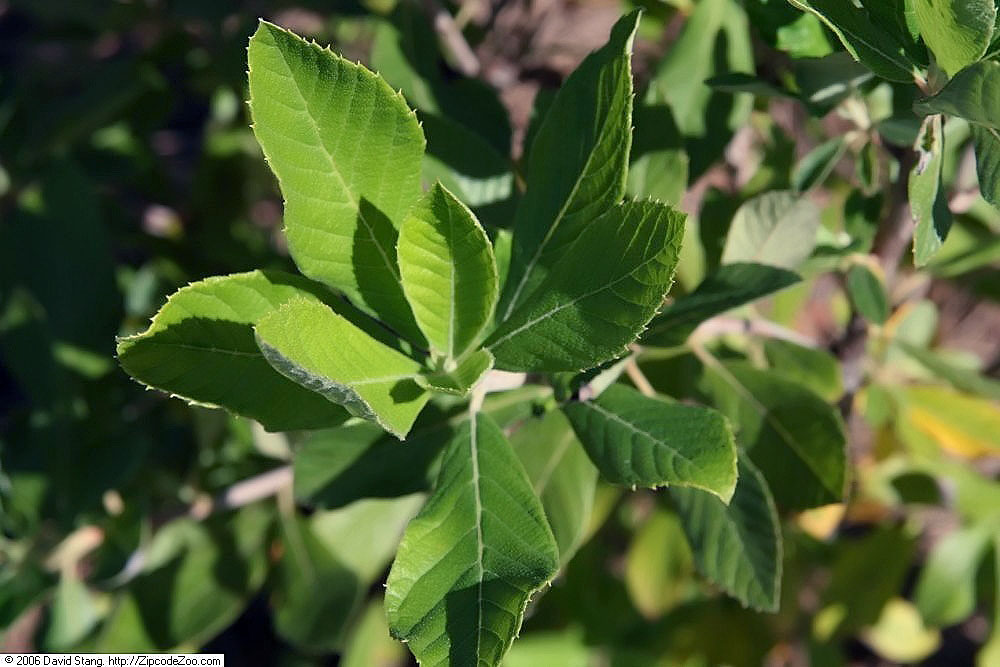
Listy

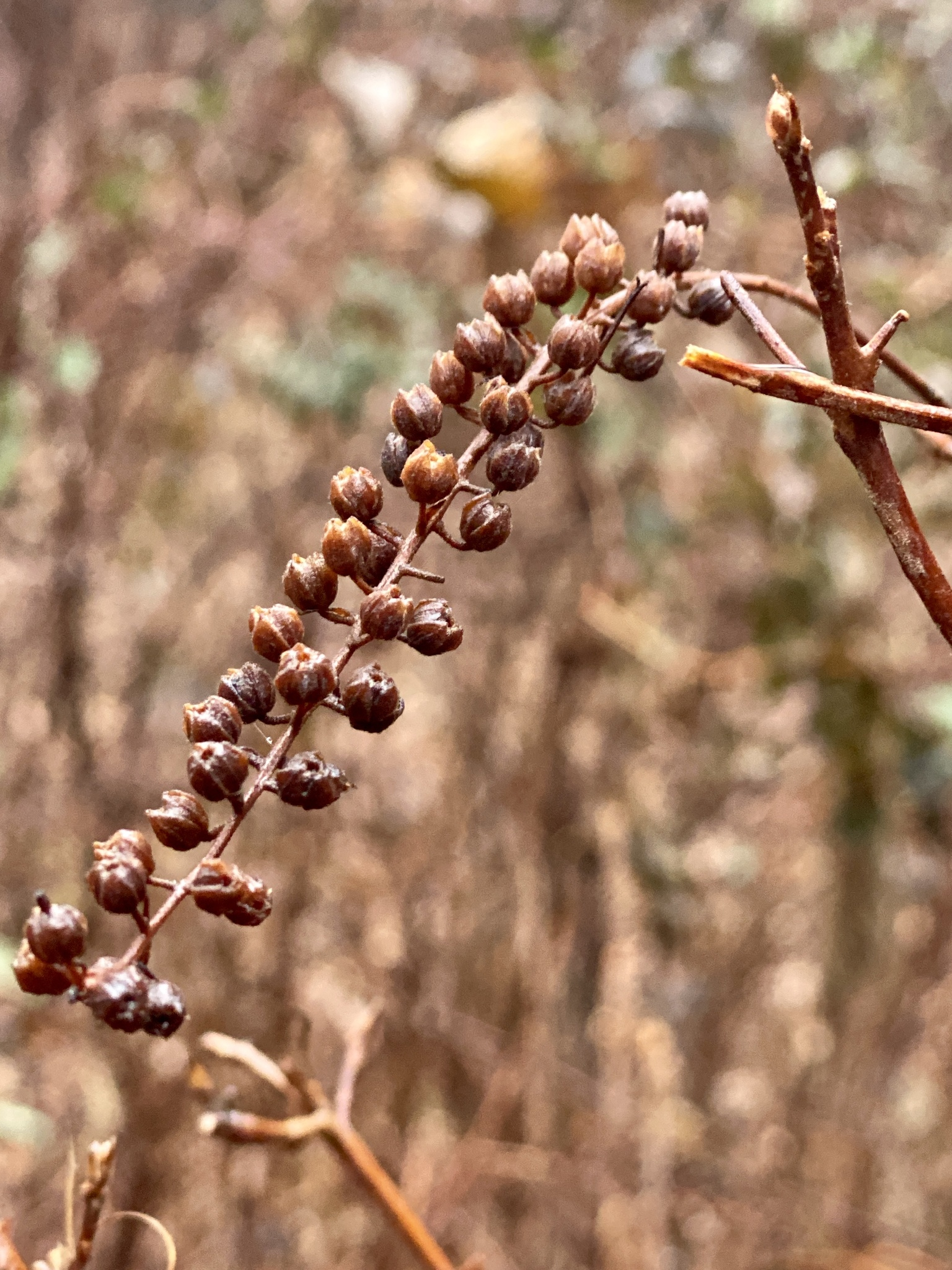
Plody tobolky

Jochovec olšolistý (Clethra alnifolia) je opadavý, vzpřímený, hustě větvený keř, nejčastěji okolo 2 m vysoký a stejně tak i široký. Pro bílé květy s příjemně sladkou vanilkovou vůni, lesklé listy, mrazu odolnost a nenáročnost na prostředí i údržbu bývá pěstován jako okrasná dřevina. Je původem severoamerický druh, pochází z vlhkých východních a jižních oblastí Spojených států amerických.

## Rozšíření
Je jedním ze tří druhů rodu jochovec vyskytujících se v mírném klimatu Severní Ameriky; rod má celkem kolem osmdesáti druhů převážně v tropech Ameriky a Asie. Jochovec olšolistý je původní druh na jihovýchodě Kanady v Novém Skotsku a dále ve východních státech Spojených států až po severní Floridu (přes Connecticut, Delaware, Georgie, Maine, Maryland, Massachusetts, New Hampshire, New Jersey, New York, Severní Karolína, Pensylvánie, Rhode Island, Jižní Karolína, Tennessee, Virginie, Západní Virginie). Jeho areál dále pokračuje z Floridy západním směrem podél Mexického zálivu až po jihovýchodní Texas (přes státy Alabama, Louisiana a Mississippi).

## Ekologie
Keř rostoucí na vlhkých či mokrých místech v listnatých i jehličnatých lesích, podél potoků a okolo jezírek, stejně jako na slatinách, vrchovištích, v mokřadech a bažinatých územích. Ojediněle se vyskytuje i na sušších místech s písčitým nebo kamenitým podkladem. Roste v půdě hlinité, hlinitopísčité nebo jílovité dostatečně zásobené humusem, v půdě která je kyselá, její pH se pohybuje v rozmezí od 4,5 po 7,0 a bývá převážně stále vlhká. Preferuje sice slunné stanoviště, ale bez problému snáší i zastíněná místa, dobře se uplatňuje jako podrost vyšších dřevin, nevyhovuje mu však zasolená půda. Obvykle se vyskytuje v pásmu od mořského pobřeží do vnitrozemí, nejčastěji po nadmořskou výšku 200, výjimečně do 400 m n. m.
Má vzpřímený habitus a vytváří od země více stonků, koření poměrně plytce a proto je za dostatečnou považována hloubka půdy 40 cm. Kvete na mladých výhonech, takže lze keř zmlazovat brzy z jara ještě před olistěním, dobře snáší hluboký řez i pravidelné tvarování, je vhodný jako solitéra i na živé ploty. Odolává nízkým teplotám, snese zimní pokles až k -32 °C, je vhodnou dřevinou i pro středoevropské klimatické podmínky. Kvete od června do září, květy jsou opylovány hmyzem, v jižních oblastech i kolibříky. V areálu se vyskytují dva různé cytotypy, diploidní s počtem chromozomů 2n = 16 a tetraploidní s počtem 2n = 32.

## Popis
Keř dosahuje výšky od 1 po 3 m, je vzpřímeného vzrůstu, má tmavě šedou kůru, větve jsou v  průřezu okrouhlé a letorosty chlupaté. Větve porůstají střídavými listy s řapíky asi 3 cm dlouhými a podlouhlou či obvejčitou čepelí dlouhou 5 až 9 cm a širokou 2 až 4 cm, listy jsou nahloučené při koncích větví. Listová čepel středně zelené barvy bývá na bázi klínovitá až zaokrouhlená, na vrcholu tupá či špičatá, po obvodě je u báze celokrajná a výše zubatá, na svrchní straně je lysá a na spodní řídce chlupatá a má sedm až deset párů zpeřených žilek. Na jaře listy raší poměrně pozdě a na podzim se před opadem barví do atraktivní žluté, oranžové až červené barvy.
Květy jsou bílé, zvonkovité, oboupohlavné, velké 8 až 10 mm a vyrůstají na koncích větviček ve válcovitých květenstvích, v hroznech dlouhých 6 až 15 cm, které mají krátké stopky. Květenství vyrůstají jednotlivě nebo ve shlucích po dvou až čtyřech a směřují nahoru. Pět chlupatých, vytrvalých, až k bázi rozeklaných kališních lístků je 3 mm dlouhých. Volných korunních lístků obvejčitého tvaru bývá stejný počet, jsou dlouhé 5 až 8 mm, obvykle bílé a pouze vzácně narůžovělé. V květu, vzniklém ze tří plodolistů, je ve dvou přeslenech deset tyčinek s prašníky s pylem, třípouzdrý horní semeník s vajíčky a čnělka nesoucí tři blizny.
Plod je hnědá, trojpouzdrá, kulovitá tobolka velká 2,5 až 4 × 3,5 až 5 mm, s hnědými, asi 1 mm podlouhle vejčitými semeny; k tobolce jsou připojené vytrvalé kališní lístky.
Na jaře lze vysévat jejich jarovizována semena, nebo počátkem léta se rostliny mohou množit řízkováním, někdy se keř přirozeně rozšiřuje kořenovými výmladky.

## Význam
Tato dřevina se dobře uplatní v zahradě jako solitéra, hodí se do formovaných nebo přírodních živých plotů. Je vhodná do rozlehlejších skalek či do velkých kvetoucích záhonů. Řezem, který dobře snáší, lze z ní vytvarovat i malý strom.
Kvete na nových výhonech, takže pokud je nutno jej zmladit či tvarovat, doporučuje se tak učinit na jaře před rašením. Květy jsou velmi atraktivní pro motýly, čmeláky a včely, kterým poskytují hodně nektaru. Semena zůstávají v tobolkách na větvích často i přes zimní období a poskytují obživu ptákům, kteří se zato starají o jejich šíření. Jochovec olšolistý se někdy vysazuje na zmenšení půdní eroze podél vybřežujících potoků a rybníků.